# Else Marie Friis
Else Marie Friis (født 18. juni 1947 i Holstebro) er en dansk professor emerita i palæontologi ved Aarhus Universitet, samt ved det svenske Naturhistorisk Rigsmuseum.
I 2011 modtog hun Dansk Geologisk Forening pris for forskning i udviklingen af dækfrøede planter. Hun blev ridder af Nordstjerneordenen i 2015.